# Les Îles-de-la-Madeleine
Les Îles-de-la-Madeleine es un municipio canadiense situado en la provincia de Quebec.

## Superficie
Les Îles-de-la-Madeleine tiene una superficie de 155,06 km².

## Demografía
En 2021, tenía 12 190 habitantes, una densidad poblacional de 78,6 hab./km², y 6413 viviendas.